# 方南通り

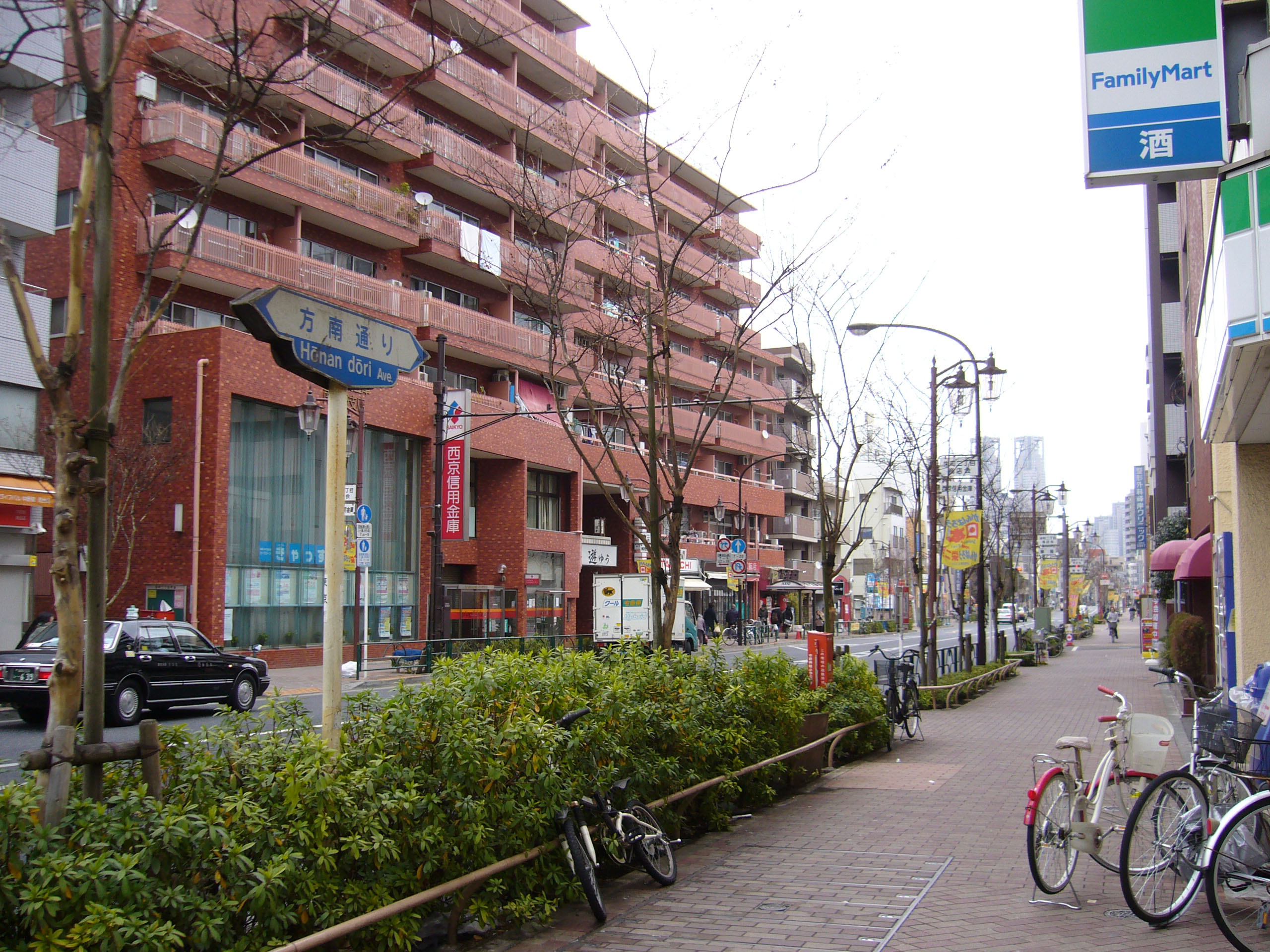
南台交差点から見た新宿方面

方南通り（ほうなんどおり）は、東京都新宿区西新宿（熊野神社前交差点）から渋谷区、中野区を経由して、杉並区永福（西永福交差点）に至る都道の通称である（東京都通称道路名設定公告（1984年5月1日）整理番号83） 。英語表記は「Honan-Dori Ave.」。当初は栄町通りと呼ばれていた。

## 正式路線名
- 東京都道432号淀橋渋谷本町線：東京都新宿区熊野神社前交点 - 東京都渋谷区清水橋交点（全線）
- 東京都道14号新宿国立線：渋谷区清水橋交差点 - 杉並区西永福交差点

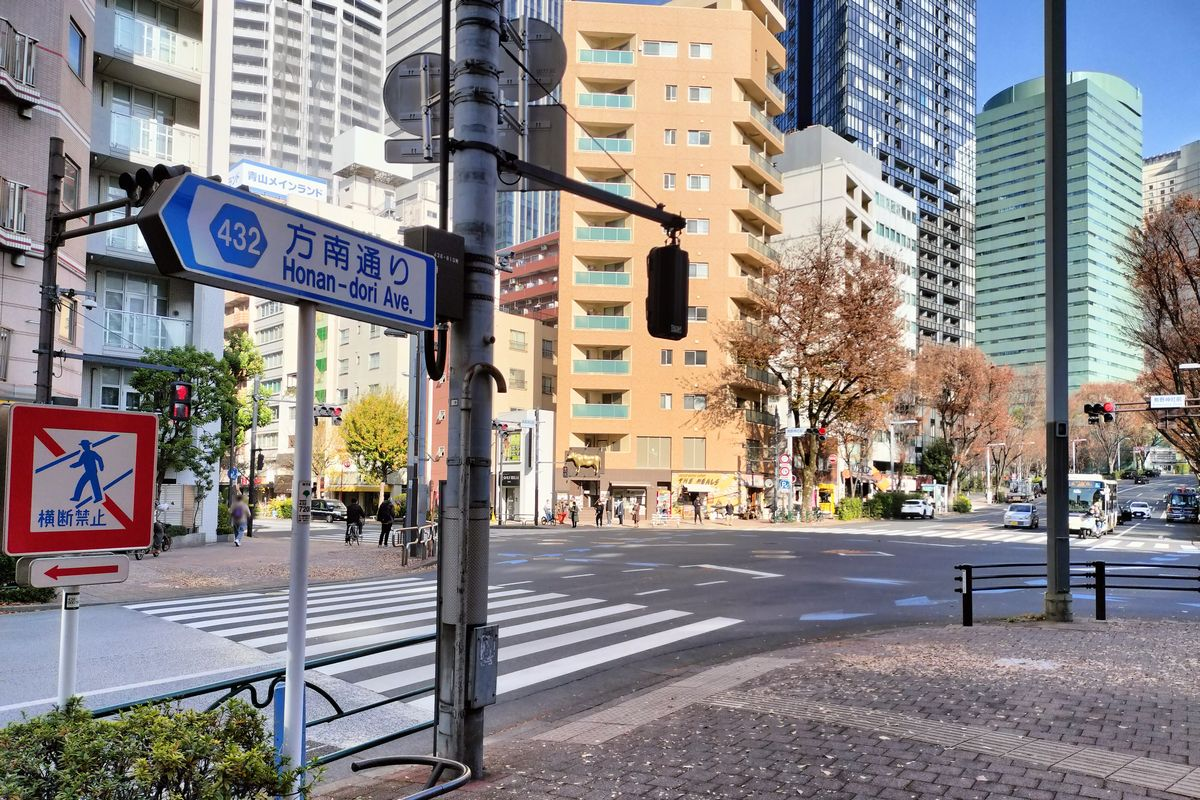
都道432号線起点付近。

## 主な交差する道路
| 交差する道路                                                                   | 交差点名   | 所在地 | 所在地 |
| ------------------------------------------------------------------------------ | ---------- | ------ | ------ |
| 東京都道新宿副都心五号線 新宿駅西口方面                                        |            |        |        |
| 東京都道新宿副都心十三号線（十二社通り）                                       | 熊野神社前 | 新宿区 | 西新宿 |
| 東京都道317号環状六号線（山手通り）                                            | 清水橋     | 渋谷区 | 本町   |
| 東京都道420号鮫洲大山線（中野通り）                                            | 南台       | 中野区 | 南台   |
| 東京都道318号環状七号線（環七通り）                                            | 方南町     | 杉並区 | 方南   |
| 東京都道428号高円寺砧浄水場線（荒玉水道道路）                                  |            | 杉並区 | 永福   |
| 東京都道427号瀬田貫井線                                                        | 大宮八幡前 | 杉並区 | 永福   |
| 東京都道413号赤坂杉並線（井ノ頭通り）                                          | 西永福     | 杉並区 | 永福   |
| 東京都道14号新宿国立線・東京都道413号赤坂杉並線（井ノ頭通り） 吉祥寺・府中方面 |            |        |        |

## 拡幅事業
計画幅員は20メートルだが、現行幅員は15メートル - 20メートルで、拡幅事業中の区間がある。車線数は、概ね片側1車線+停車帯。

## その他
方南町駅から中野車両基地付近にかけては当道路の下を東京メトロ丸ノ内線が通る。